# Phan Hiền Khánh
Phan Hiền Khánh (sinh năm 1938 tại tỉnh Bình Thuận, Trung Kỳ, Liên bang Đông Dương) là một võ sĩ, tài tử điện ảnh Việt Nam.

## Lịch sử
Ông Phan Hiền Khánh sinh vào năm 1938 tại một thôn nghèo gần thị xã Phan Thiết, tỉnh Bình Thuận, Trung Kỳ, Liên bang Đông Dương (nay thuộc địa phận thành phố Phan Thiết, tỉnh Bình Thuận, Việt Nam). Ông là cháu ngoại cụ Vương Vĩnh Chí - cháu cố cụ Vương Thanh Ngọc, thuộc thế gia đã định cư tại Bình Thuận tự thuở khai canh lập cõi.
Thời tuổi trẻ, Phan Hiền Khánh ngoài việc phụ gia đình còn biết đánh võ quyền Anh, tinh võ môn, Thiếu Lâm thủy phong, aikido là những môn giải trí thịnh hành nhất Nam Kỳ thời Pháp thuộc, vậy nên có thân thể tương đối vạm vỡ. Chừng năm 1980, do những khó khăn của nền kinh tế bao cấp, Phan Hiền Khánh tuy bấy giờ đã lớn tuổi nhưng quyết định miệt xứ vô Sài Gòn kiếm sống. Ban ngày, ông chạy xe ba gác thu mua phế liệu, đến sụp tối lại đi đấu cờ tướng và quyền Anh kiếm thêm.
Cuối năm 1981, kì thủ Phan Hiền Khánh đoạt giải nhì trong cuộc đấu gay cấn với danh kì người Hoa Chợ Lớn Trần Quới (biệt hiệu Lát Chẩy). Hôm ấy có một khán giả đòi gặp riêng tên là Trần Minh Dậu, ông nói Phan Hiền Khánh có gương mặt dữ nom rất "cinéma", bèn giới thiệu anh với đạo diễn điện ảnh Khôi Nguyên. Đạo diễn Khôi Nguyên nhận xét ông có tướng người bặm trợn xen lẫn khắc khổ, quá hợp với dạng vai du đãng. Hơn nữa, bẩm sinh Phan Hiền Khánh cũng rất khỏe mạnh, là đệ tử chân truyền của các danh sư Mã Thành Khánh, Minh Cảnh, lại từng hạ được nhiều tay đấm thượng hạng miền Nam, vì vậy có thể đảm nhiệm những pha nguy hiểm.
Thời điểm ấy, đạo diễn Khôi Nguyên vừa thoát chết trong vụ lật ghe khi tìm đường vượt biển, Bộ Công An bèn yêu cầu ông đứng ra chỉ đạo loạt phim Ván bài lật ngửa nhân kì Đại Hội Đảng sắp tới. Lẽ ra trong kịch bản Nguyễn Trương Thiên Lý không có, nhưng đích thân đạo diễn Khôi Nguyên đã đưa thêm nhân vật Bảy Cầu Muối làm trợ thủ đắc lực cho nam chánh Nguyễn Thành Luân trong những điệp vụ nguy hiểm. Khôi Nguyên dành hẳn cho Phan Hiền Khánh hai vai nặng kí là đại úy phái Bình Xuyên và trùm giang hồ Bảy Cầu Muối. Nét diễn quyết liệt của nam tài tử cộng với phẩm chất trọng nghĩa khinh tài của nhân vật đã khiến hình ảnh Phan Hiền Khánh nổi như cồn trên mặt báo, thậm chí có thời điểm được ái mộ không kém Nguyễn Chánh Tín. Sau này, khi tái bản truyện, tác giả Nguyễn Trương Thiên Lý quyết định bổ sung hình tượng Bảy Cầu Muối.
Ngay sau thành tựu bất ngờ trong đời, Phan Hiền Khánh được các đạo diễn mời vào hàng loạt vai đòi hỏi yếu tố hành động cao mà đương thời ít diễn viên nào đảm nhận nổi. Ông trở thành một trong những tài tử điện ảnh "đắt sô" nhất thời bao cấp, mặc dù khán giả chỉ nhớ hỗn danh Bảy Cầu Muối thay vì Phan Hiền Khánh.
Tới năm 1993, do tuổi đã khá lớn, nam minh tinh Phan Hiền Khánh quyết định từ giã sự nghiệp đóng phim vì cảm thấy không tự đảm nhận được các vai đòi hỏi yếu tố cơ bắp nữa. Ông về ẩn dật ở Phan Thiết với gia đình, và báo giới chỉ nhận ra ông một lần nữa trong tang lễ đạo diễn Lê Hoàng Hoa. Mãi sau này vẫn có đề nghị hợp tác đóng phim của Hội Điện Ảnh cùng nhiều hãng phim trong ngoài nước, nhưng tài tử Phan Hiền Khánh vẫn kiên quyết từ chối, ông tỏ ra rất bằng lòng với cuộc sống tằn tiện hiện tại.

## Sự nghiệp
Quãng đời điện ảnh của ông Phan Hiền Khánh kéo dài từ 1981 tới 1993 với tổng 32 bộ phim, hoàn toàn là màn ảnh đại vĩ tuyến.
- Ván bài lật ngửa ... Bảy Cầu Muối[2][3]
- Đằng sau một số phận ... Năm gàn
- Cao nguyên F101 ... Hazoki (đại tá FULRO)
- Những đứa con lạc loài ... Tường sẹo
- Đi tìm người yêu ... Tướng cướp vô danh
- Ân oán nợ đời ... Bảy thẹo
- Đêm săn tiền ... Tư mặt thịt
- Những người báo bão ... Thiếu tá Châu
- Bảy sắc cầu vồng ... Thuyền trưởng Đồng
- Vụ án viên đạn lạc ... Trùm du đãng Sáu Sỏi
- Chiến trường chia nửa vầng trăng ... Toán trưởng biệt kích Lôi Hổ
- Tiếng gọi lúc mờ sáng ... Luật sư Hoàng "áo đỏ"
- Kho vàng đẫm máu ... Toán trưởng biệt động quân
- Vòng vây tội lỗi ... Ông lão coi khách sạn (phim cuối cùng)